# Taenioides buchanani
A Taenioides buchanani a csontos halak (Osteichthyes) főosztályának a sugarasúszójú halak (Actinopterygii) osztályába, ezen belül a sügéralakúak (Perciformes) rendjébe, a gébfélék (Gobiidae) családjába és az Amblyopinae alcsaládjába tartozó faj.

## Előfordulása
A Taenioides buchanani az Indiai-óceán északi részén él. India keleti részétől Mianmarig fordul elő. Bangladesben is észrevették.

## Megjelenése
Ez a hal legfeljebb 30 centiméter hosszú.

## Életmódja
A trópusok folyótorkolatainak édes- és brakkvízében fordul elő.